# 万庄站
万庄站是一个京沪铁路上的铁路车站，位于河北省廊坊市广阳区万庄镇，距北京站61公里，距上海站1402公里，建于1907年，目前为四等站，邮政编码为102802。目前不办理客运业务；货运办理整车、零担货物发到。